# Zieselfell

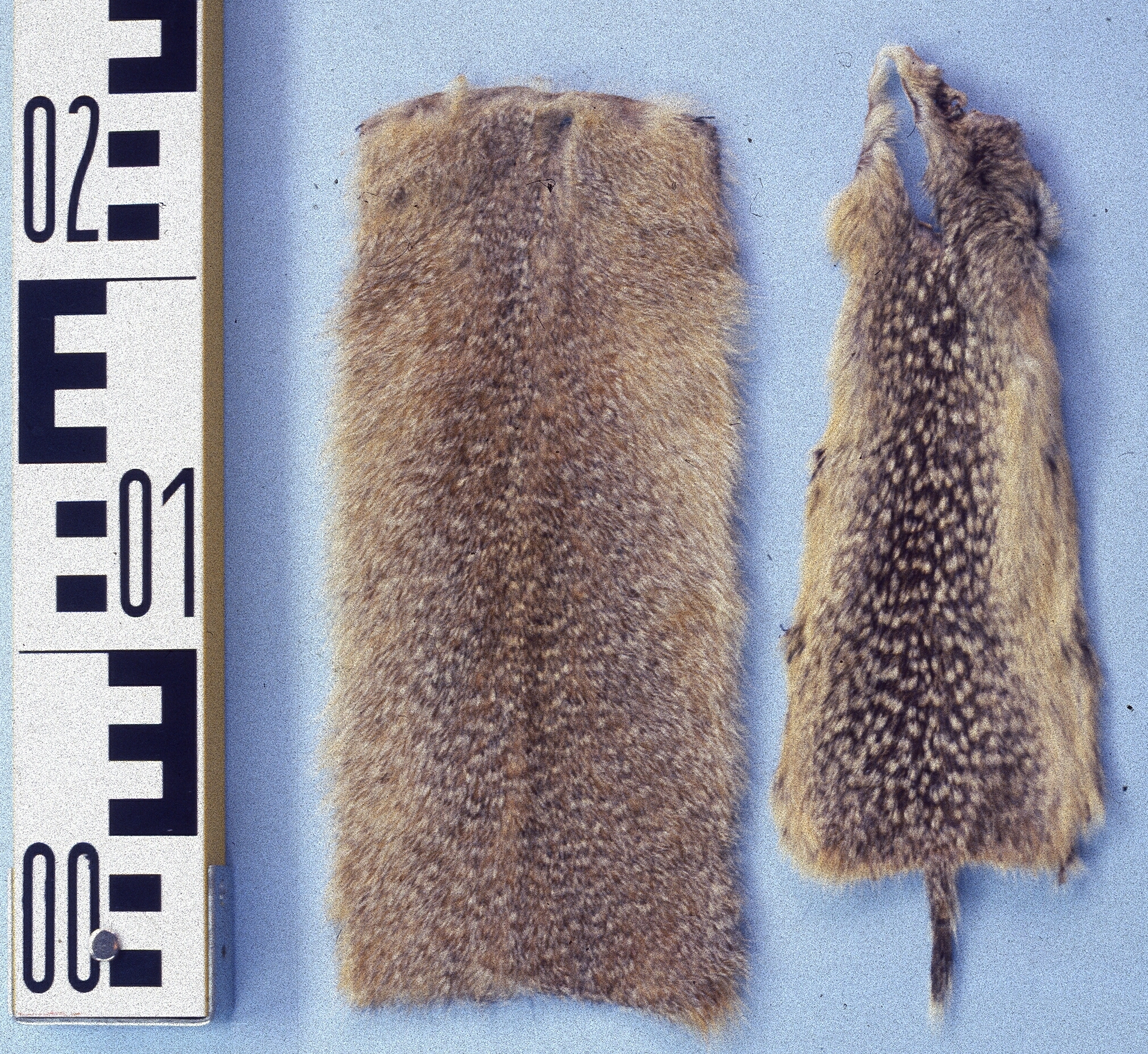
Susliki- und Perlsuslikfell

Zieselfelle stammen von Zieseln, erdbewohnenden Hörnchen, die über Europa, Asien verbreitet sind. Die bisherigen nordamerikanischen Untergattungen der Ziesel wurden inzwischen zu mehreren eigenen Gattungen erhoben. Zieselfelle kommen hauptsächlich aus Asien in den Handel, insbesondere aus den Nachfolgestaaten der Sowjetunion.
Die Felle des Gelb- oder Fahlziesels werden in der Rauchwarenbranche als Petschaniki gehandelt, die aller anderen Arten als Susliki (fast immer im Plural; Singular = Petschanik und Suslik).
Nach P. W. Saring (1948) haben von den vierzehn Gattungen nur sieben eine gewerbliche Bedeutung.

## Allgemein, Geschichte
Der Europäische Ziesel ist nach der Bundesartenschutzverordnung geschützt. Noch um 1911 wurden dagegen fast nur Europäische Ziesel für Pelzzwecke verwendet. 1930 kam dann bereits meist sibirische Ware in den Handel. Die besten Qualitäten des europäischen Ziesels wurden in den Monaten April und Mai gefangen.
Der Schweizer Naturforscher Conrad Gesner (1516–1565), Sohn eines Kürschners, beschrieb die Lassitzmaus (lat. Mus lassicius), deren köstliche Mäusebälge Lassitz genannt werden. Die Farbe soll von aschenfarben bis weiß reichen, die Felle nicht mehr als einen kleinen Finger breit sein. Etliche Kürschner meinen, es seien Felle des kleinen Wiesels, andere, sie stammen von einem Tier, das auf Deutsch „Harnball“ genannt wird.
Zu den bis heute nicht oder kaum genutzten amerikanischen Zieselarten schreibt Emil Brass zu der Zeit:

„Bisher gelangte das Tier nirgends in den Handel, aber seit zwei Jahren ist von seiten der amerikanischen Regierung ein Vernichtungskrieg gegen diese Tiere eröffnet worden, da sie der intensiveren Bewirtschaftung der Prärien, die ja jetzt in Weizenland umgewandelt werden, hindernd im Wege stehen. Es sind seit dieser Zeit über 3 Millionen dem tödlichen Strychnin zum Opfer gefallen. Es ist aber schade, dass die Felle gar nicht benutzt werden und sollte seitens der amerikanischen Interessenten darauf hingewirkt werden, dass die getöteten Tiere abgestreift und dann die Felle dem Handel zugänglich gemacht werden, wozu sie gut geeignet sind.“

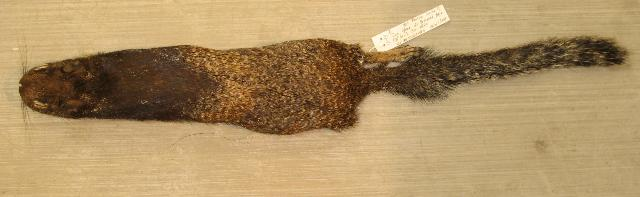
Pelzwirtschaftlich kaum oder nicht genutztes Baja-California-Ziesel-Fell, Niederkalifornien

Ein anderer Rauchwarenhändler, Friedrich Jäkel aus Leipzig, erinnerte sich 1966:

„Aus Rußland trafen als preiswerte Felle ein: Susliki und kirgisische Sandmurmel, die in der Branche Petschaniki genannt wurden. Erstere verwendete man als billiges Einfütterungsmaterial für Joppen und Mäntel, und die Petschaniki gaben nicht nur einen preiswerten Besatz her, auch für Innenfutter und vor allen Dingen als Damenmantelmaterial waren diese Felle jahrelang ein recht begehrter Artikel, der äußerst tragfähig und gefällig war. Man färbte sie nerzfarbig und zobelbraun, weil die meisten Felle naturell unschön wirkten, und später, als man mit der Entfärbung begann [Bleichen vor dem Färben], brachte man diese kigisischen Murmel auch in slatefarbigem und blaugrauen Ton heraus.“

Die Felllänge der schlanken Tiere beträgt je nach Art 15 bis 38 cm. Der Schweif kann stummelartig sein, jedoch auch eichhörnchenartig lang und zweireihig buschig behaart. Das nicht sehr dichte Haar ist kurz mit straffen, in der Mitte andersfarbig geringelten Grannen. Die Fellfarbe weist erhebliche Unterschiede auf.
a) grau bis gelblichgrau, fahl gelblich bis rötlichbraun, die Oberseite dunkler mit helleren Punkten.
b) eine ähnliche Färbung, aber die Flecken fehlen oder sind nur sehr schwach ausgeprägt.
c) braungrau mit hellen Streifen und einer Reihe weißer Tüpfelflecken dazwischen. Die unteren Körperteile gelblichweiß.
d) reichlich gezeichnet in olivbraun, gelbrot und schwarzweiß (amerikanische Goldmantel-Ziesel).
Als reine Pflanzenfresser und Getreideschädlinge werden die Ziesel in Asien hartnäckig bekämpft. Sie gelten pelzwirtschaftlich gesehen in der UdSSR als zweitrangig, der Fellanfall erreichte zeitweilig jedoch die Millionenzahl.
Für die Verwertung wurde 1957 angegeben, „zu Damenmänteln, -jacken, Capes, Besatz, auch zu Futtern für Herrenpelze, entweder aus ganzen Fellen oder auch aus Seiten.“

## Petschaniki

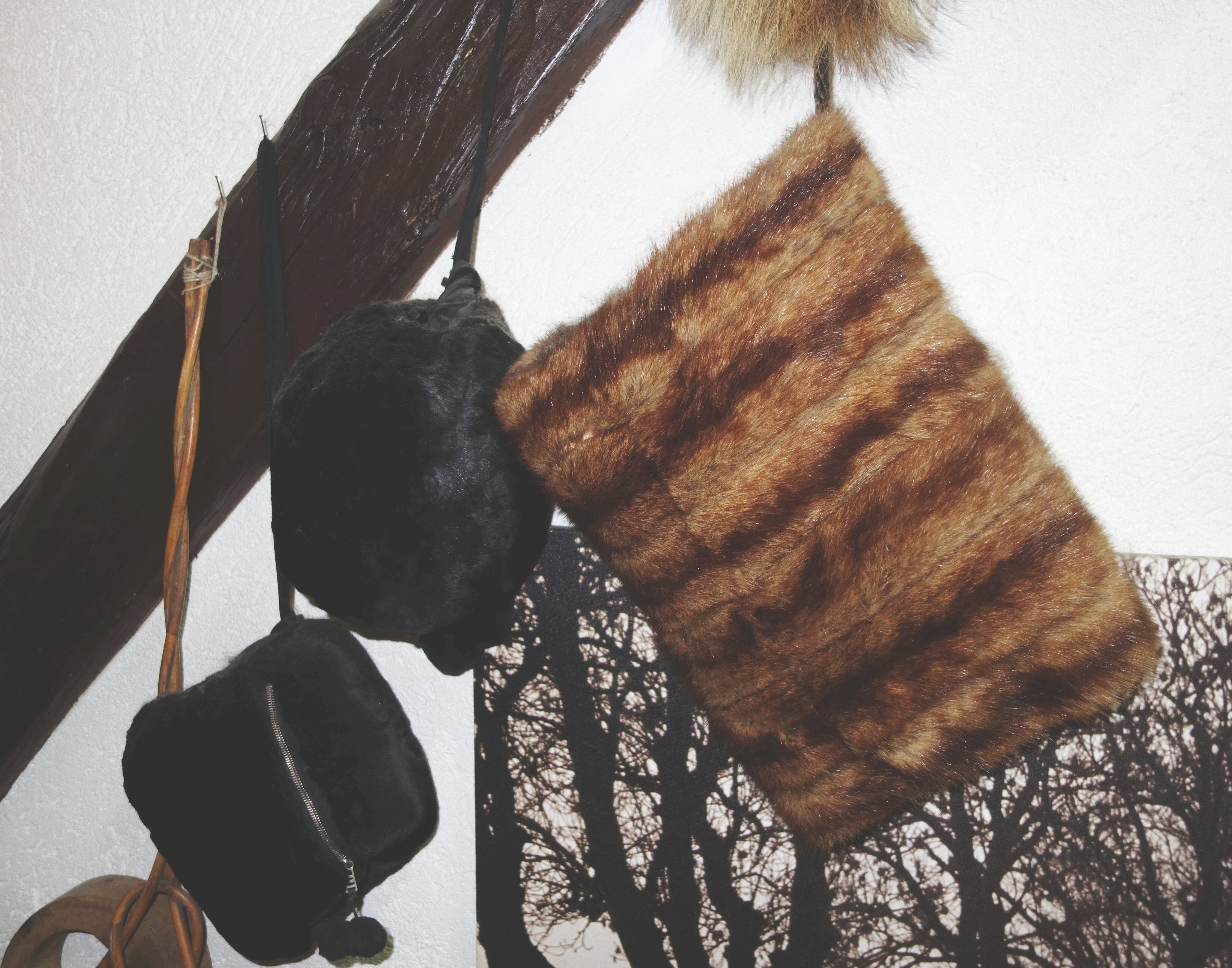
Alter Petschanikimuff

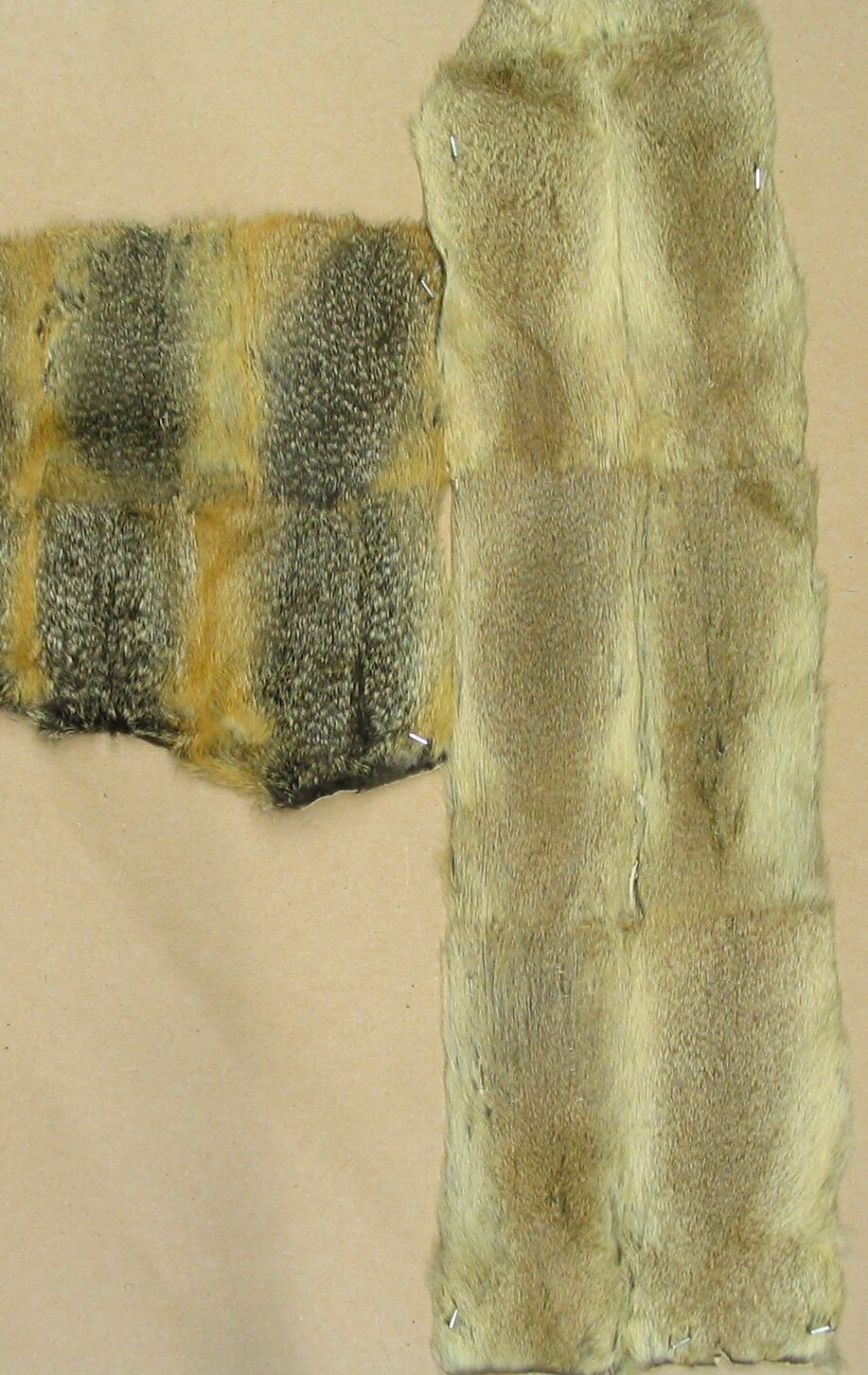
Suslikifelle (Tafelreste)

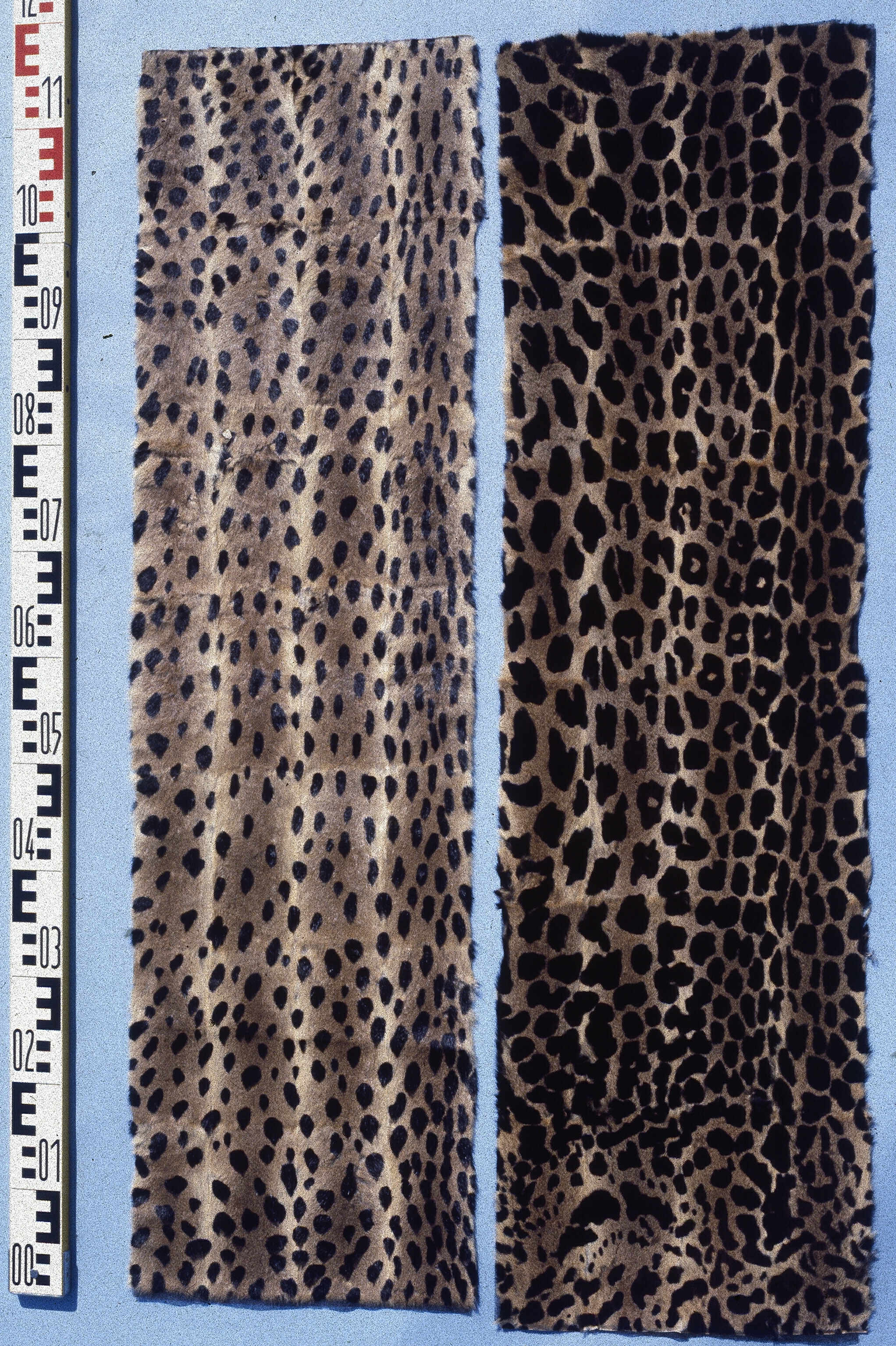
Suslikifelltafeln (bedruckt)

Der Gelb- oder Fahlziesel, auch Falbziesel, gelbes Ziesel, gelbe Zieselmaus oder Sandziesel genannt, ist der wichtigste Pelzlieferant dieser Nagetiergruppe. Etwa 1926 kamen zum ersten Mal Petschaniki in größerer Menge in den Handel. Braungefärbt durch die „Hempelfarbe“ waren sie zumindest kurzzeitig sofort ein großer Markterfolg, der Färbemeister konnte die vielen Aufträge kaum schaffen. Diese, aus Zentralasien stammenden Felle, sind mit 25 bis 38 cm die größten ihrer Gattung. Das kurze Haar ist mittellang und fein; manchmal seidigweich. Das Oberhaar ist meist schwächer, dagegen die Unterwolle stärker ausgeprägt. In England und Deutschland werden die Felle im Handel als Petschaniki bezeichnet, gelegentlich auch als Peschaniki oder Pechaniki. Die korrektere Bezeichnung Pestschaniki (=Sandstein) hat sich nicht durchgesetzt. Bis etwa 1930 wurden sie noch fälschlich als Murmelfelle gehandelt. Das Fell ist etwa kleineren bis mittelgroßen (Orenburger) Murmelfellen gleich. Doch sind Petschaniki viel schmäler, auch sind sie wesentlich kurzhaariger als die Beisky-Murmel.
Die Fellfärbung ist gräulich bis gelblich, von den Spitzen des Grannenhaars mit dunklen Schleiern überzogen, gelegentlich auch gelb mit braunen Rückengrannen oder gleichmäßig hell sandfarben.
Gegenüber den Susliki haben die Petschaniki die weit größeren Felle.
Der Russische Rauchwaren-Standard unterscheidet folgende Klassen:
Kirgiser: groß
Neu-Kasachstaner: kleiner und flacher
nach Größe (Rohfellsortiment):
kleine: 22 bis 25 cm
mittelgroße: 25 bis 36 cm
große: über 36 cm
Die besten Qualitäten kommen aus dem Aqtöbischen Raum sowie dem benachbarten Kasachstan, die geringsten aus dem Südlichen Mittelasien.
Die Jagdzeit fällt in den ersten Monat nach dem Winterschlaf.
Petschanikifelle haben eine relativ gute Haltbarkeit; sie werden naturfarbig oder gefärbt zu Pelzbekleidung verarbeitet. Sie kommen zu Tafeln zusammengesetzt in den Großhandel. Wie bei Hamsterfellen fertigte man früher auch für ein Innenfutter eines Stoffmantels vorbereitete, sogenannte Futter an. Im letzten Arbeitsgang nähte man es sackartig rund; diese aus Russland kommenden Halbfabrikate nannte man nach der Produktionsstätte Kaluga-Säcke. Der Preis für einen Sack betrug um 1911 5 bis 12 Mark. Eine Zeitlang färbte man Petschaniki als preiswerten Massenartikel für alle Arten der Pelzbekleidung nerz-, zobel- oder marderfarbig ein oder bleichte sie beigeartig. 1928 gelang es einem deutschen Pelzveredlungsbetrieb Petschanikis „schnneeweiß“ zu bleichen, so „dass ein Laie ein Peshanikifell von einem echten Hermelin keinesfalls mehr unterscheiden kann“. In einem Fachbuch aus dem Jahr 1929 wird das weiße „Peshanikihermelin“ zu den „epochemachendsten Imitationen“ der Pelzveredlung gezählt.
Der Haltbarkeitskoeffizient des Fahlzieselfells beträgt 50 bis 60 Prozent. Bei einer Einteilung der Pelztiere in die Haar-Feinheitsklassen seidig, fein, mittelfein, gröber und hart wird das Petschanikhaar als gröber eingestuft.

## Susliki

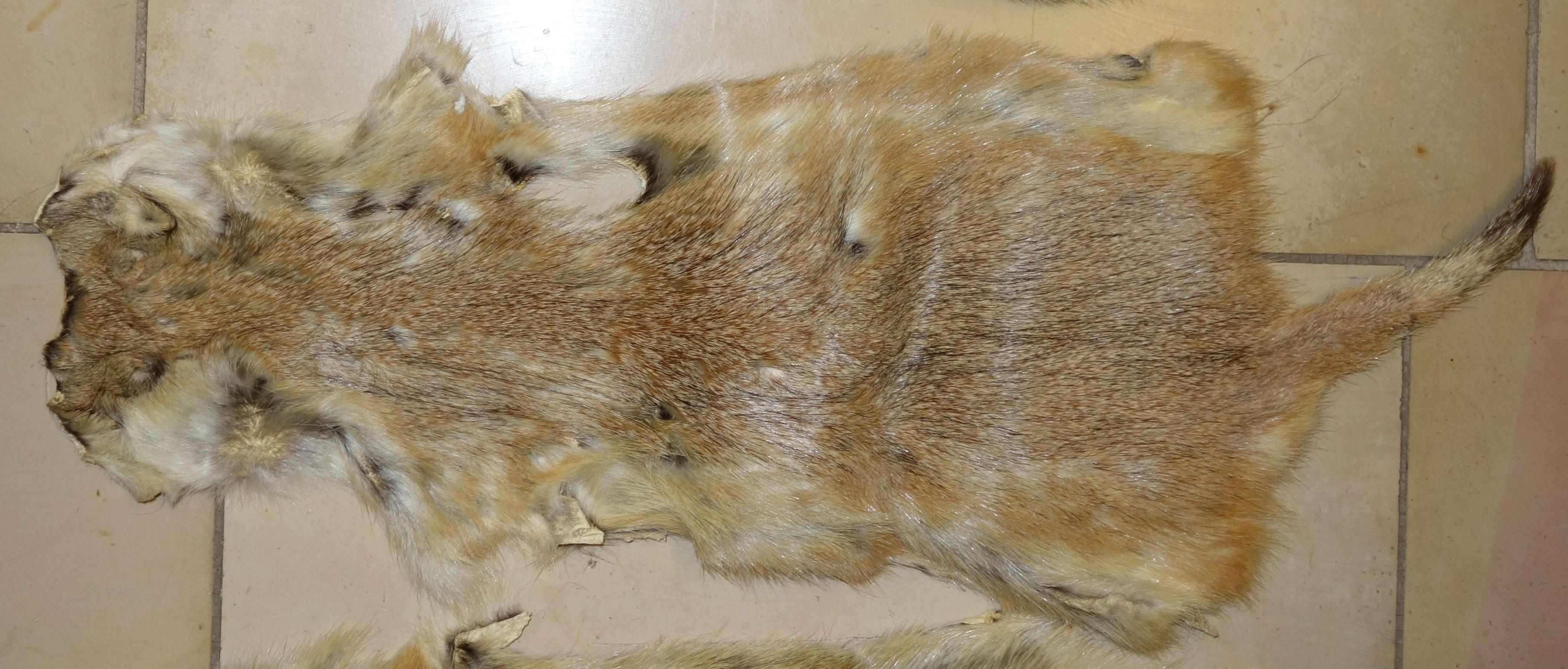
Suslikifell

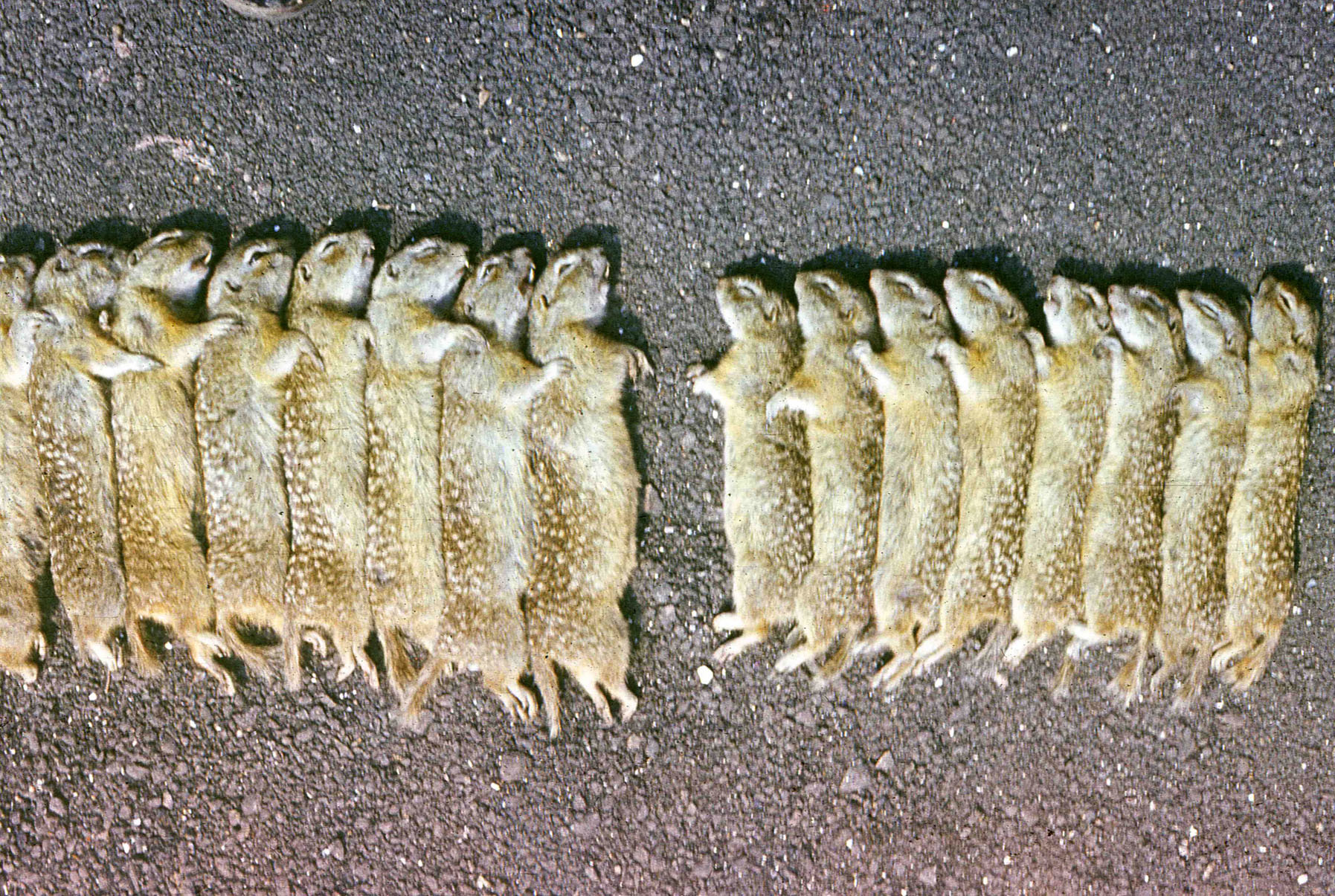
Perlziesel, Ukrainische Varietäten. Keine Angabe zur Fellverwertung.

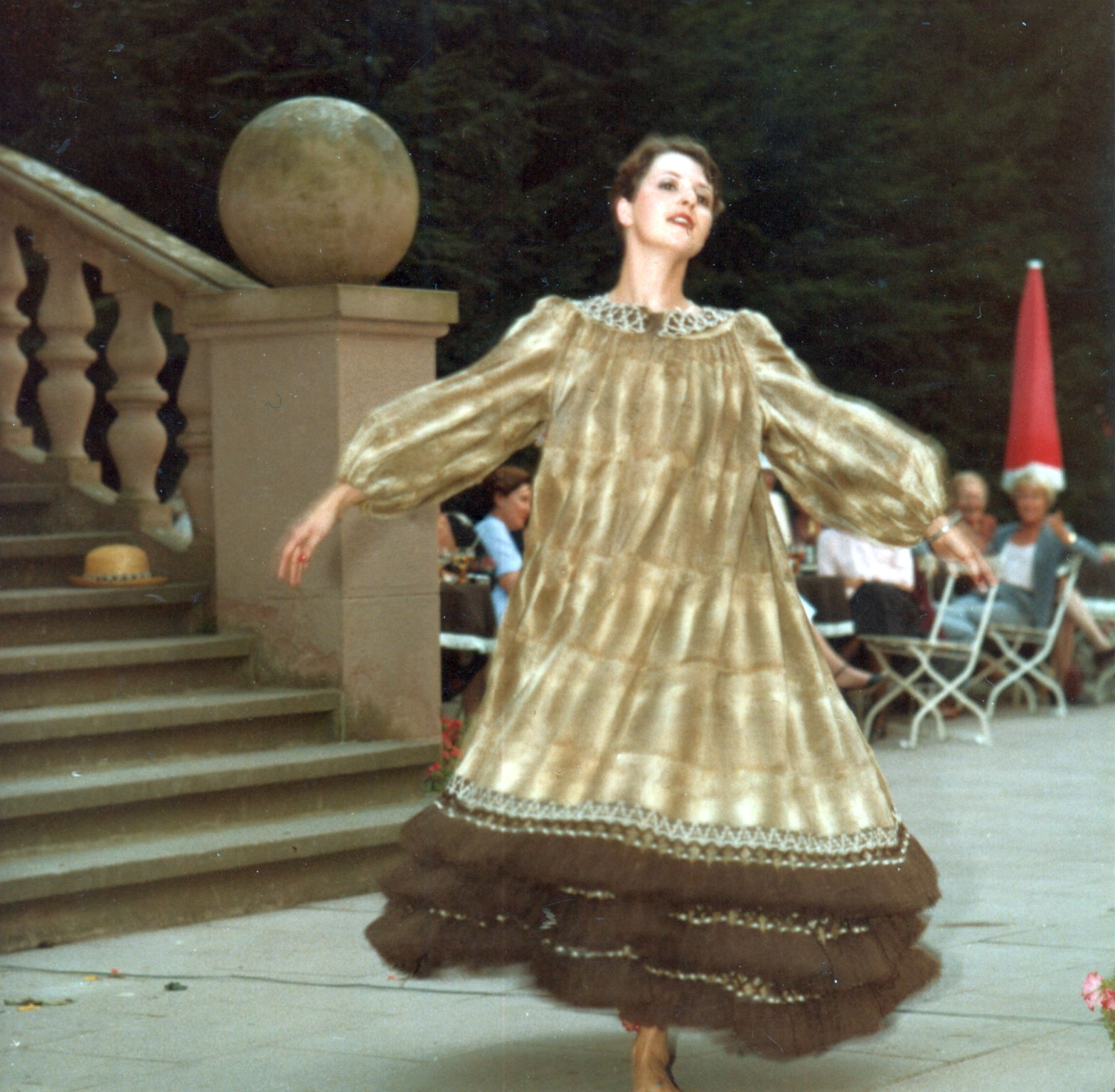
Susliki-Kleid (Emmendingen, 1981)

Zwei Mäntel aus Arktischem Ziesel in Alaska
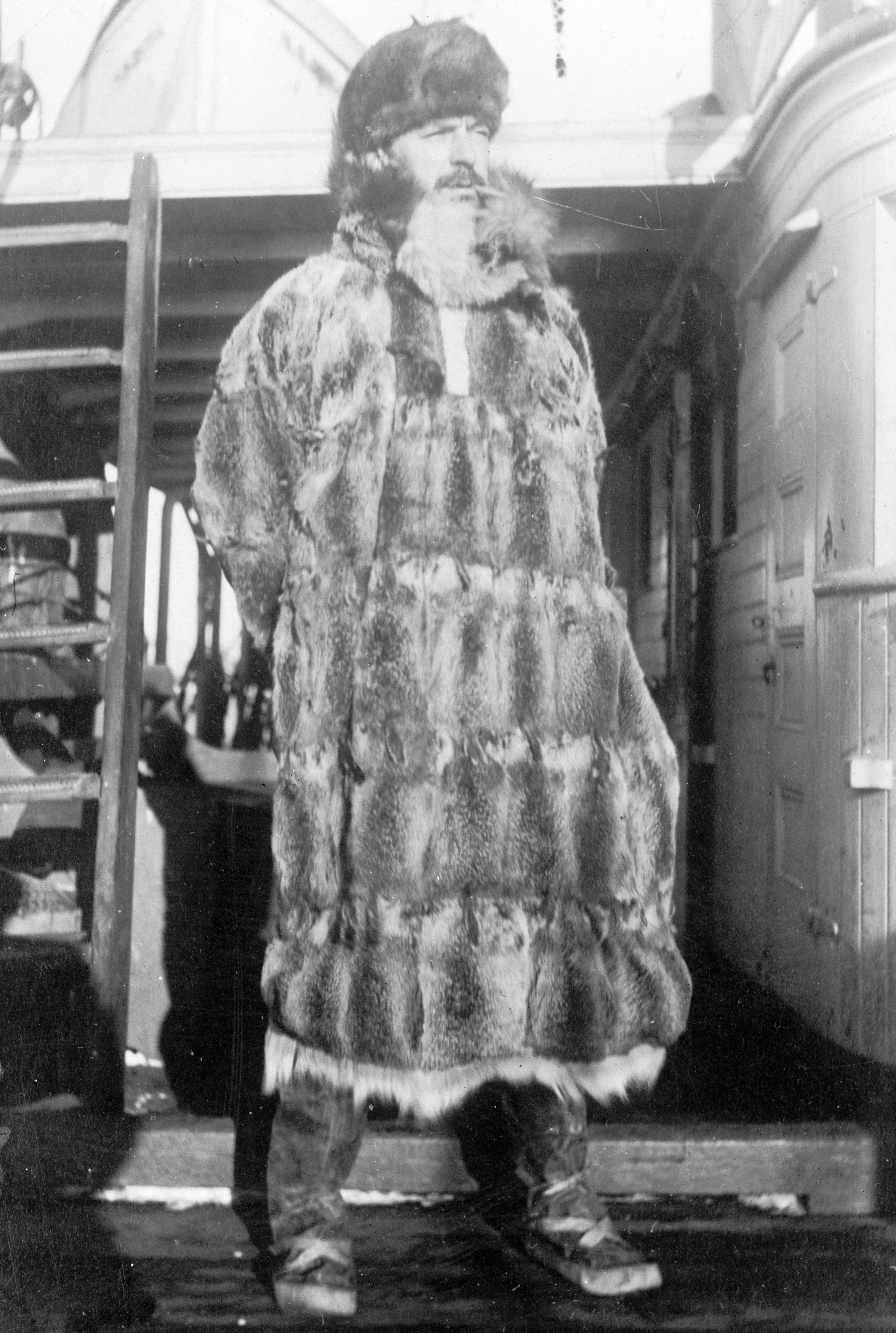
Musher (1916)
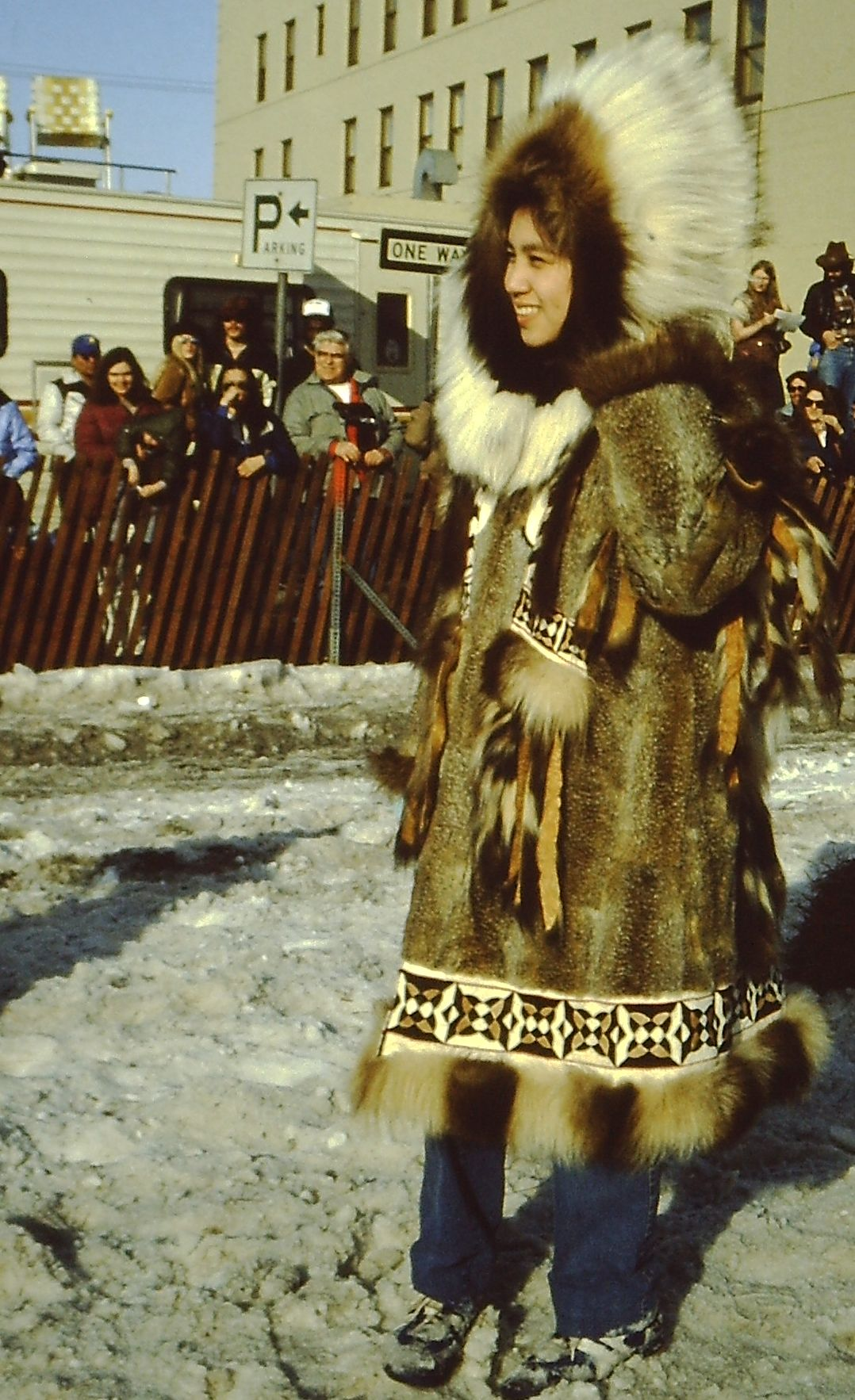
Eskimofrau (Fairbanks, etwa 1982)

Die Felle der restlichen aus Asien stammenden Zieselarten sind als Susliki im Handel. Neben weiteren Arten sind dies:
- Europa

Über einen Fellanfall des nach der Bundesartenschutz-Verordnung geschützten europäischen Ziesels ist nichts bekannt.
- Asien

Perlziesel mit graubräunlichem Fell mit auffallend hellen Flecken. Als einer der stärksten Getreideschädlinge unter den Zieselarten angesehen wurde er stark bekämpft und auch in hohem Maße als Felllieferant genutzt.
Mongolische Ziesel, auch aus dem Transbaikalgebiet der UdSSR. Gelbbraun. Vorverarbeitet werden die Felle meist in der Mongolei und in China. Sie kommen dann als yellow rat in Tafelform in den Zwischenhandel.
Langschwanzziesel-Felle haben die größte pelzwirtschaftliche Bedeutung nach den Gelbzieseln. Sie stammen aus dem südlichen und östlichen Teil Sibiriens, dem Amurgebiet, der Mongolei und China.
Rotgelber Ziesel, gelblichbraun. Er ist ein ausgesprochener Getreideschädling, als Pelzlieferant ist er jedoch nur von zweitrangiger Bedeutung.
Kleinziesel, graubraune bis gelblichbraune Fellfärbung. Obwohl auch starke Ernteschädlinge, wurden sie wegen ihrer geringen Größe nur wenig verwertet.
Rotwangenziesel wurden ebenfalls kaum für Pelzzwecke genutzt.
Tienschan-Ziesel, ebenfalls nur geringe Bedeutung als Felllieferant.
- Amerika

Obwohl die Ziesel in Amerika in größerer Artenfülle als anderswo leben, wurde das Fell wenig genutzt, lediglich die Indianer verwendeten die Felle der nördlichen größeren Arten.
Parry-Ziesel, Arktisches Ziesel: aus Alaska und Nordamerika, auch nordöstliches Sibirien. Sie haben eine gelbbraune bis rötlichbraune Färbung mit unregelmäßigen blassweißen Flecken, die Bauchseite ist weiß. Die Felllänge beträgt 33 bis 49 Zentimeter, die Männchen sind etwas größer als die Weibchen.
Franklin-Ziesel; aus den Prärien des südlichen Kanada bis Arkansas und Westindia. Kennzeichen ist der besonders lange Schwanz; die Färbung ist gelbbraun bis rötlichbraun; es hat keine Streifen oder Flecken.
Dreizehnstreifenziesel  oder Leopardenziesel; ein Bewohner der Prärien Kanadas bis zum mittleren Süden der USA. Das mittelbraune Fell hat sieben helle Längsstreifen, die von sechs inneren Punktreihen begrenzt werden.
Goldmantelziesel; aus den Wäldern der westlichen Gebirge des südwestlichen Kanada bis zum südlichen Felsengebirge. Es ähnelt in seiner Zeichnung mehr dem Chipmunk. Der Rücken ist braungrau mit weißem, schwarz abgesetzten Seitenstreifen. Der Kopf ist kupferfarben mit hell gelbbrauner Unterseite; der Schweif ist dicht behaart und weist einen Streifen auf.
Das Fell der Zieselmäuse wurde bereits Mittelalter zum „Muysenmantell“, also Mäusemantel, verarbeitet. Dem Russlanderforscher Peter Simon Pallas war offenbar zu seiner Zeit von einer wesentlichen Nutzung des Felles nichts bekannt. Er schrieb Anfang der 1770er Jahre: „Von allen aber das gemeinste Steppenthier ist die sogenannte Ziselmauß oder Suslik (Mus Citillus), welche in allen freyen wüsten Gefilden zwischen der Wolga und dem Don bis etwann zum 53sten Grad der Breite ein überaus niedlich geflecktes Fell hat, weswegen sie in grösserer Menge gefangen zu werden verdiente, da man selbe ohnehin sehr leicht erhalten kann Es fällt aber eben dieses Thier in allen südlichern sowohl, als von der Wolga östlich bis in Sibirien liegenden Gegenden nicht nur viel grösser, sondern auch ein ganz anderes, grausprenklichtes Fell, einen buschigten Schwanz und das völlige Ansehn eines Murmelthiers, welchem es auch in seinen Sitten sich vergleicht“.
Nach Angaben in der russischen Literatur werden auch in der Mongolei und in China Zieselfelle in größerer Zahl der Pelznutzung zugeführt (J. M. Gromov u. a.). In China soll auch eine hellere Sorte anfallen, die aber wohl nicht auf die Weltmärkte gelangte.
In der Mongolischen Volksrepublik erfolgte, nach einem 1971 erschienenen Fachartikel, der Fang der Langschwanzziesel aufgrund staatlicher Planvorgaben vorzugsweise durch Schüler während der Schulferien. Die Tiere wurden in Zeiten hoher Populationsdichte als ernsthafte Nahrungskonkurrenten für die Viehherden betrachtet. Die mittleren Fangergebnisse pro Fänger und Saison lagen bei 300 bis 400 Fellen. Für ein Fell wurden 20 Möngo = 15 Pfennig damaligen Wertes bezahlt. Das Jahresaufkommen lag bei 650.000 Fellen, die überwiegend aus den nordwestlichen Landesteilen der Mongolei stammten. Eine wesentliche Steigerung wurde für die Jahre mit Massenpopulationen für möglich gehalten.
Das Suslikihaar ist sehr kurz und fein; das Unterhaar schwach. Im Gegensatz zum Petschaniki ist das Haar nicht zurückstreichbar. Die Färbung ist gelb bis rötlichbraun mit schwärzlichem Schimmer, die Wamme ist rötlichgrau.
Susliki gehören zu den am geringsten bewerteten Pelzarten, insbesondere die Haltbarkeit des dünnen Leders war zumindest mit den damaligen Gerbmethoden sehr gering. Die Nachfrage nach den besseren Petschaniki belebte im ersten Viertel des 20. Jahrhunderts auch den Absatz des billigeren Ersatzmaterials. Meist war der Preis in der Sowjetunion, dem Hauptanfallgebiet so niedrig, dass er die Kosten für die Pelzveredlung und den Transport der Felle nicht deckte. Deshalb wurden sie bereits dort zugerichtet (gegerbt), zu Tafeln zusammengesetzt und bei entsprechender Nachfrage exportiert. Schedels Waaren-Lexikon schreibt bereits 1814, „Ziselmaus, Kasanische Erdmaus (muscitillus), russisch Suslik, eines der gemeinsten Steppenthiere in Russland, von welchem man die Felle zum Handel bringt... Zu Orenburg gilt der Sack dieser Felle 9 Rubel; zu Kjachta kosten die fleckigen (Jewraschki) 5 Rubel“.
Der Haltbarkeitskoeffizient für Suslikifelle wird mit 20 bis 30 % angegeben,
für Perlziesel bei Dathe/Schöps mit 10 bis 20 %. Bei einer Einteilung der Pelztiere in die Haar-Feinheitsklassen seidig, fein, mittelfein, gröber und hart wird das Suslikhaar als mittelfein eingestuft.
Über den Fellanfall war 1988 nichts bekannt. 1986 und 1987 gab es auf den russischen Auktionen keine Angebote. Dathe/Schöps schreiben 1986, dass in der Mongolei „jährlich etwa 650.000 Individuen für Pelzzwecke erbeutet werden“, wobei der Anfall, insbesondere bei länger andauernde kalten und namentlich nassen Witterungsperioden in den Winter- und Frühjahrsmonaten, stark zurückgehen kann.
Kleinere Sorten, qualitativ vor allem in der Behaarung geringere, werden als Peschliki angeboten.
Die Rohfelle werden offen, nicht rund abgezogen angeliefert.

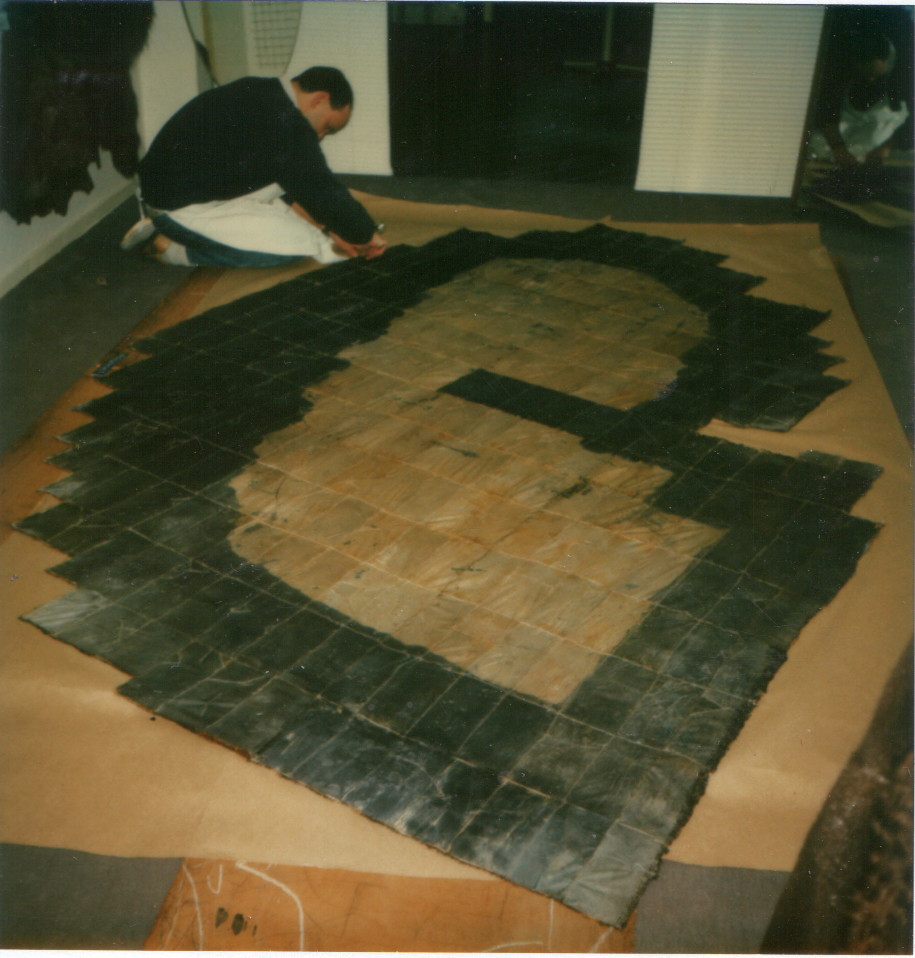
Ein Kürschnermeister spannt einen Suslikimantel wegen der großen Weite auf dem Fußboden (1987)

Die Verwendung erfolgt hauptsächlich als leichte Pelzfutter in Textilteile, teils gefärbt oder bedruckt. Schon 1928 heißt es in einem Kürschner-Fachbuch: „Besonders sei die Verwertung zu einem Pelzkostüm erwähnt, wozu sich das Fell infolge seiner Zartheit und Weichheit wie auch Leichtigkeit ganz vortrefflich eignet. Auch die Sommerpelzmode hat dem Suslik den gebührenden Platz angewiesen. Hier kommt das Fell voll zur Geltung, denn es hat wieder jene Vorzüge, die von einem Sommermodell erwartet werden.“ Nur 29 Jahre später schreibt ein anderer Branchenkollege erneut: „Verwertung naturell zu Futtern; neuerdings fertigt man aber auch Sommermäntel und -jacken aus gebleichten und gefärbten Susliki oder aus Perlsusliki an.“
In der Hauptepoche der Muffmode fütterte man auch billige Muffe damit ab. In Zeiten, in denen die Mode sogenannte Sommerpelze begünstigte, wurde das leichte Fell ebenfalls vermehrt verarbeitet. 1936 heißt es in einem amerikanischen Fachbuch, dass die Felle gefärbt ausschließlich zu Futtern verarbeitet werden. Arthur Samet berichtet dagegen vierzehn Jahre später, dass in den USA einige Jahre zuvor Versuche, Suslikifelle zu rupfen (das Grannenhaar) und zu färben schnell wieder aufgegeben wurden, weil das Ergebnis allzu ärmlich ausgefallen sei. Stattdessen würden die Felle in attraktive Nerzschattierungen eingefärbt und halbfellig, mit dem Haarschlag nach unten, zu Mänteln gearbeitet. Sehr schöne Qualitäten sowie eine geschickte Verarbeitung würden auch den erfahrensten Pelzkäufer nicht auf den ersten Blick erkennen lassen, welcher Natur das Fell ist.

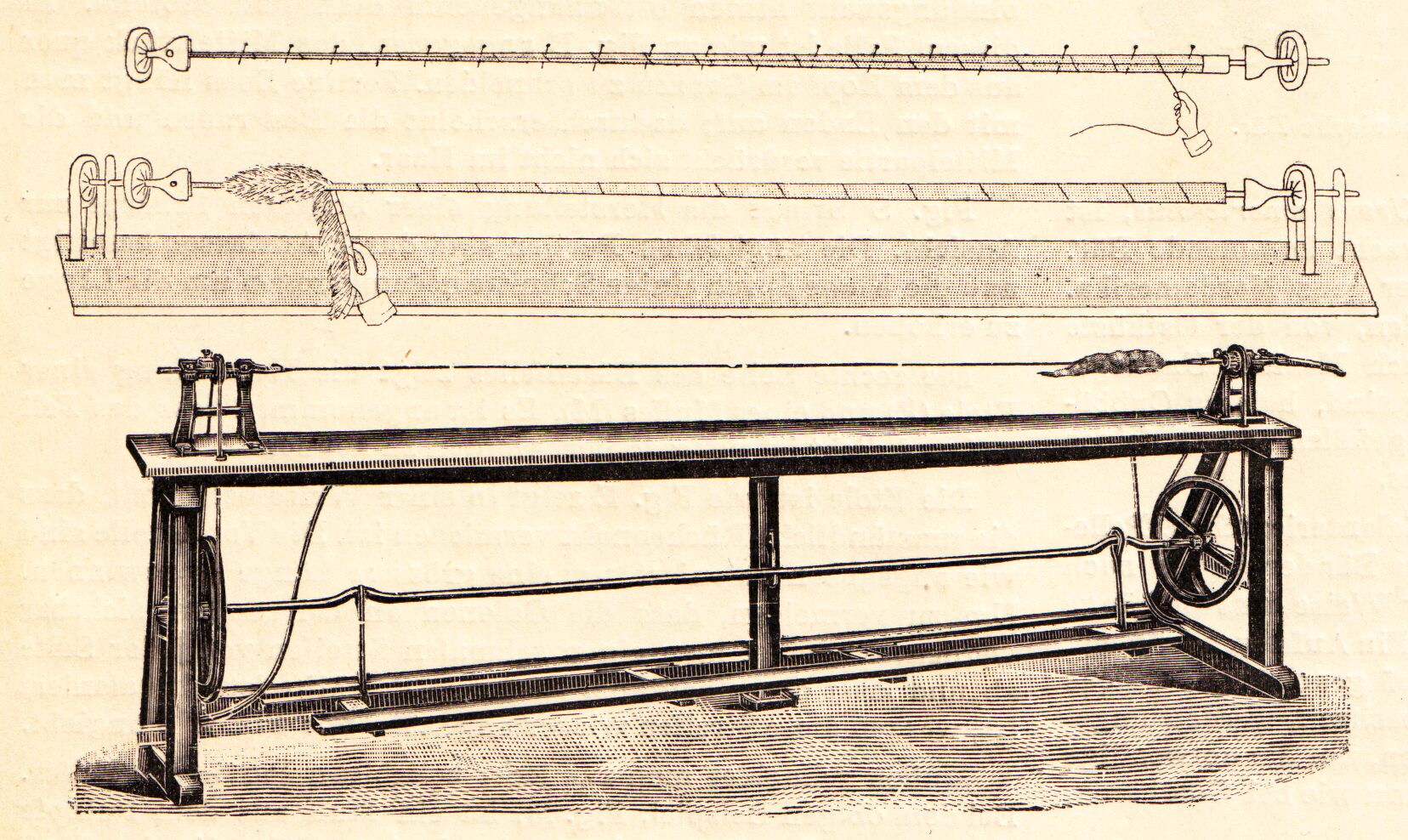
Schweifdrehmaschine
(ca. 1900)

Mit der „Demokratisierung“ der Pelze durch den Wegfall der Kleiderordnungen und die sich gerade entwickelnde Konfektion erreichte auch der Pelz der Kaiser und Könige, das Hermelinfell, das Bürgertum. Mit der Imitation durch geschorenes weißes Kaninfell versuchte der Pelzveredler, ein ähnliches, preisgünstigeres Kleidungsstück für noch breitere Käuferschichten zu schaffen. Charakteristisch für den Hermelinpelz war die Garnitur mit den Fellschweifen. Dafür färbte man Suslikischweife schwarz und machte daraus die dunklen Spitzen der aus Kanin gedrehten, imitierten Hermelinschweife. Hans Werner schrieb seinerzeit dazu, „...einem pelztechnischem Kleinkunstwerk, das mancher Pelzmann zum Erwerb braucht, während sie ein anderer als Geschmacksverirrung betrachtet.“ In neuerer Zeit wurden die Schweife pelzwirtschaftlich nicht mehr genutzt.
Schon während des Ersten Weltkriegs wurden im damaligen Pelz-Welthandelszentrum Leipzig lagernde viele Ballen Suslikitafeln trotz ihrer geringen Qualität gut verkauft. Während des Zweiten Weltkriegs (1939–1945) kamen aus der Sowjetunion große Mengen Susliki nach Leipzig. In und um Leipzig herum bestanden zu der Zeit viele Pelz-Zurichtereien und Veredler, schon um 1895 wurden Susliki hier schwarz gefärbt. Die Felle wurden während des Krieges hier zugerichtet und meist nach Ungarn und den Balkanländern exportiert, wo sie u. a. zu Platten vorkonfektioniert wurden. Die Haar- sowie die Lederqualität der Ware war sehr gering. – Im zweiten europäischen Pelzhandelszentrum, in Garlick Hill in London, sind nur gelegentlich Zieselplatten angeboten worden. Obgleich diese sehr groß zusammengesetzt waren, wurde für sie in Zeiten niedrigster Preise nur 1 £, teils weniger pro Tafel erzielt (nach Auskunft von Rauchwarenhändler Richard König sen., 1969).

## Pine Squirrel

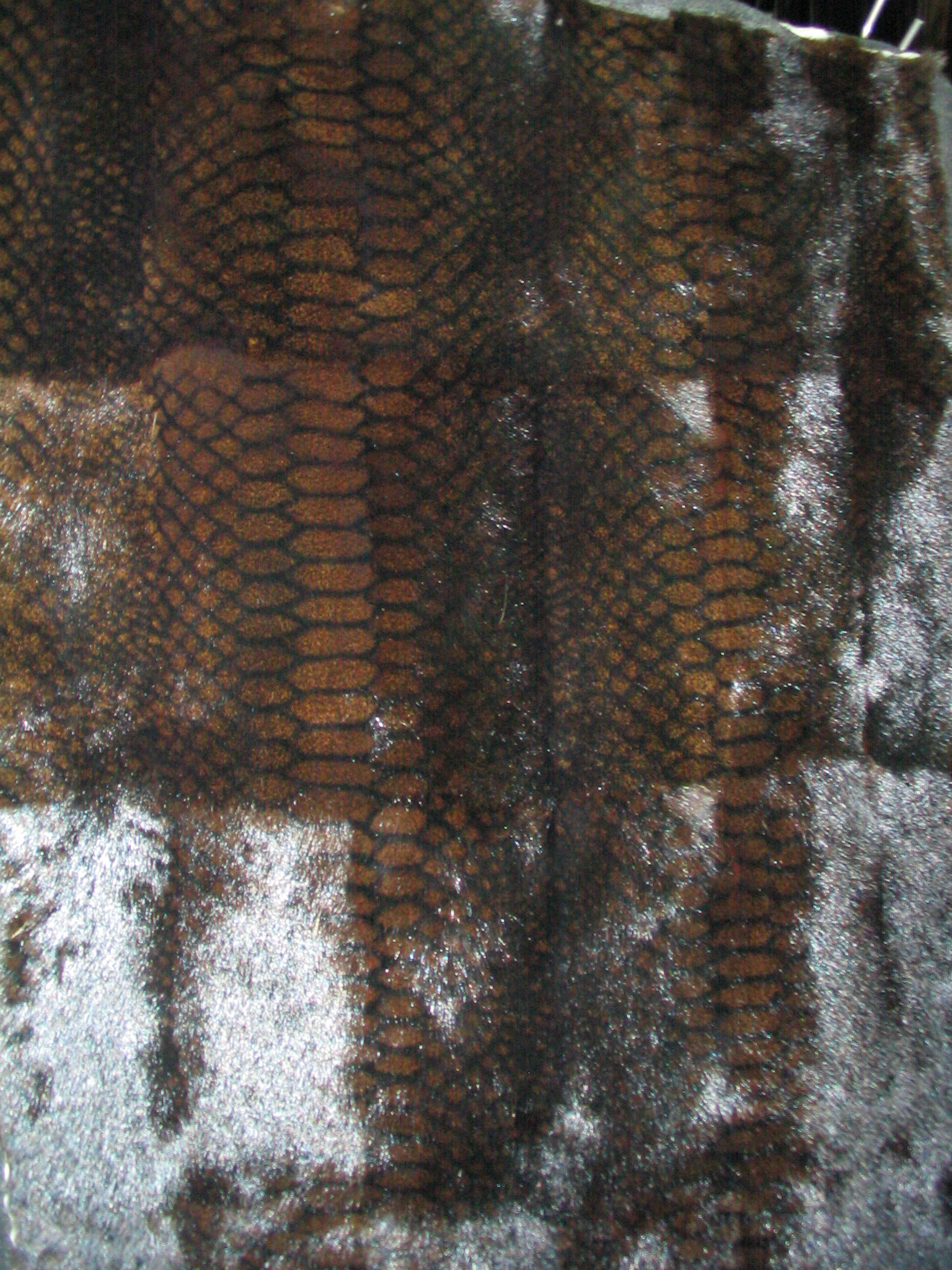
Pine Squirrel Felltafel, gefärbt und bedruckt (Ausschnitt, 2012)

Als Pine Squirrel (Kiefernhörnchen) wurden am Frankfurter Rauchwarenmarkt 2012 einige gefärbte und mit einem Druck versehene Tafeln aus Erdhörnchenfellen angeboten. Die Naturfarbe soll etwa dem Rückenfell des grauen Eichhörnchens (Feh) entsprechen, jedoch stärker schmutzigbraun.

## Zahlen, Fakten
- Aus der Saison 1926/27 wurden aus der UdSSR 4.240.065 (Vorjahr 5.439.407) Petschaniki und 2.659.519 (Vorjahr 275.303) rohe Susliki ausgeführt. Über den Preis eines Petschanikifells wird gesagt, dass er im Rahmen einer allgemeinen Preissteigerung für Pelze in den Jahren zwischen 1923 und 1927 von 45 amerikanischen Cent auf 69 Cent anstieg.[24]

1927 schreibt die Fachzeitschrift Rauchwarenhandel unter der Überschrift „Ankäufe von Hamsterfellen in Russland“: „Zum ersten Mal wurden hier Hamsterfelle gehandelt und von der Staatshandlung 10.000 Felle angekauft. Bei dem Gouvernements-Vollzugskommissar wurde um die Erlaubnis nachgesucht, im Frühjahr mit der Jagd auf Zieselmäuse beginnen zu dürfen.“
- Vor 1944 betrug der Höchstpreis für gefärbte Petschanikifelle: große 6 RM; kleine: 3 RM

für Suslikifutter, natur oder gefärbt: 40 RM.
- 1954 wurden in der Sowjetunion 92 Millionen Zieselfelle verarbeitet. Im Gebiet von Saratow hatte man ein Aufkommen von rund 7,5 Millionen, bei Wolgograd 23,3 Millionen, bei Rostov 13,3 Millionen. Von 1907 bis 1909 betrug die durchschnittliche Produktion dagegen erst eine halbe Million Felle.

## Siehe auch

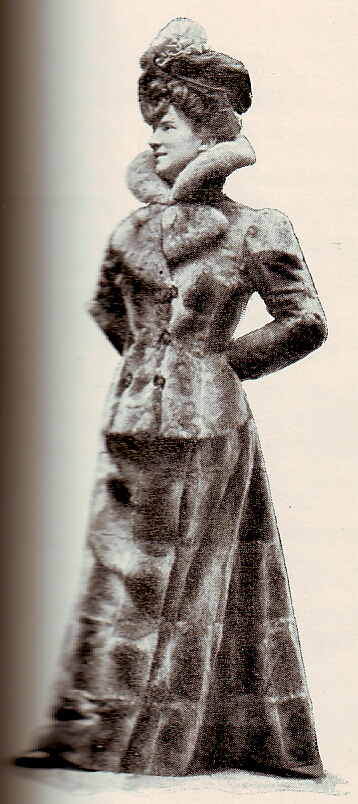
Promenadekleid aus Cislik Kragen und Revers aus Langhaarfell (Paris, 1900)

## Anmerkung
1. 1 2  Die angegebenen vergleichenden Werte (Koeffizienten) sind das Ergebnis vergleichender Prüfung durch Kürschner und Rauchwarenhändler in Bezug auf den Grad der offenbaren Abnutzung. Die Zahlen sind nicht eindeutig, zu den subjektiven Beobachtungen der Haltbarkeit in der Praxis kommen in jedem Einzelfall Beeinflussungen durch Gerbung und Veredlung sowie zahlreiche weitere Faktoren hinzu. Eine genauere Angabe könnte nur auf wissenschaftlicher Grundlage ermittelt werden.

Die Einteilung erfolgte in Stufen von jeweils 10 Prozent. Die nach praktischer Erfahrung haltbarsten Fellarten wurden auf 100 Prozent gesetzt.